# 半澤律子
半澤 律子（はんざわ のりこ 1975年 - ）は、フランス・ランス市生まれの脚本家。2005年脚本家デビュー。

## 脚本作品リスト

### テレビドラマ
- 日本の歴史 明治以降（2005年9月17日・フジテレビ）※脚本協力として
- 世にも奇妙な物語（フジテレビ系）
  - 2005年秋の特別編「越境」（2005年10月4日）
  - 2008年春の特別編「フラッシュバック」（2008年4月2日）
  - 21世紀21年目の特別編「缶けり」（2011年5月11日）
  - 2011年 秋の特別編「いじめられっこ」（2011年11月26日）
- 翼の折れた天使たち（フジテレビ系）
  - 2006年版 第四夜「スロット」（2006年3月2日）
  - 2007年版 第一夜「衝動」（2007年2月26日）
- ダンドリ。〜Dance☆Drill〜（2006年7月11日 - 9月19日・フジテレビ系／4話、7話）
- 日本偉人大賞2007 歴史を変えた超エライ人SP 劇中ドラマ（2007年4月7日、フジテレビ系）
- 女子アナ一直線!（2007年7月2日 - 9月24日、テレビ東京系／7話）
- 愛の劇場 三代目のヨメ!（2008年1月7日 - 2月29日、TBS系／12話、14話）
- 正しい王子のつくり方（2008年1月8日 - 3月25日、テレビ東京系／8話、12話）
- 赤い糸（2008年12月6日 - 2009年2月28日、フジテレビ系／1話、2話）
- Lドラ Cafe吉祥寺で（2008年9月29日 - 12月26日、テレビ東京系／39話）
- オトメン（乙男）〜夏〜（2009年8月1日 - 9月26日・フジテレビ系／6話）
- サイン（2011年1月19日 - 3月16日、毎日放送／全9話）

### 映画
- 僕と妻の1778の物語（2011年1月15日公開）

## 著書
- 「最後の夜に」（2005年11月・日本文学館）